# Бравичский район
Бра́вичский райо́н (молд. raionul Bravicea, молд. районул Бравича)— административно-территориальная единица Молдавской ССР, существовавшая с 11 ноября 1940 года по 9 января 1956 года.

## История
Как и большинство районов Молдавской ССР, образован 11 ноября 1940 года, центр — село Бравичи. До 16 октября 1949 года находился в составе Оргеевского уезда, после упразднения уездного деления перешёл в непосредственное республиканское подчинение.
С 31 января 1952 года по 15 июня 1953 года район входил в состав Кишинёвского округа, после упразднения окружного деления вновь перешёл в непосредственное республиканское подчинение.
9 января 1956 года Бравичский район был ликвидирован, большая часть его территории была передана в состав Каларашского района, меньшая — в состав Страшенского района.

## Административное деление
По состоянию на 1 января 1955 года Бравичский район состоял из 12 сельсоветов: Бравичский, Войновский, Гетловский, Годжинештский, Дереневский, Кобылковский, Корновский, Онишканский, Онештский, Пуцунтейский, Реденский и Цибирикский.